# 월드 사커 위닝 일레븐 9
위닝 일레븐 9(World Soccer: Winning Eleven 9) 또는 프로 에볼루션 사커 5(Pro Evolution Soccer 5, PES 5)는 위닝 일레븐 시리즈의 일부로서 코나미가 개발하고 배급한 축구 스포츠 시뮬레이션 비디오 게임이다. 아스널과 첼시를 장식한 이 게임은 프리미어 리그의 클럽들로부터 온전한 라이선스를 받은 시리즈 최초의 작품이다.
전작처럼 이 게임은 플레이어가 게임의 특정 요소를 편집할 수 있는 편집 모드를 제공한다. 독일 분데스리가를 장식한 마지막 위닝 일레븐 시리즈 게임인데, 차기 릴리스의 라이선스를 받지 못했기 때문에 차기작부터는 일반 리그로 대체되었다.
위닝 일레븐 9은 PSP에 최초로 등장한 시리즈 게임이다. 이 게임은 플레이스테이션 2에서 온라인 플레이를 제공한 시리즈 중 첫 작품이기도 하다.

## 평가
| 평론 점수 평론사 점수 PC PS2 PSP 엑스박스 EGM N/A 8/10 [ 1 ] 6.5/10 [ 2 ] 8/10 [ 1 ] 유로게이머 N/A 9/10 [ 3 ] 8/10 [ 4 ] N/A 게임 인포머 N/A 8.5/10 [ 5 ] 7.5/10 [ 6 ] 8.5/10 [ 5 ] 게임 레볼루션 N/A A− [ 7 ] N/A A− [ 7 ] 게임프로 N/A [ 8 ] N/A N/A 게임스팟 9.1/10 [ 9 ] 9.1/10 [ 10 ] 8.8/10 [ 11 ] 9.1/10 [ 10 ] 게임스파이 N/A [ 12 ] [ 13 ] [ 14 ] 게임존 N/A 9/10 [ 15 ] N/A 9.3/10 [ 16 ] IGN N/A 8.8/10 [ 17 ] 7.8/10 [ 18 ] 8.8/10 [ 17 ] OPM (US) N/A [ 19 ] [ 20 ] N/A OXM (US) N/A N/A N/A 8.5/10 [ 21 ] Detroit Free Press N/A N/A [ 22 ] N/A USA Today 9.5/10 [ 23 ] 9.5/10 [ 23 ] 8.5/10 [ 23 ] 9.5/10 [ 23 ] 통합 점수 메타크리틱 (US) 90/100 [ 24 ] (EU) 89/100 [ 25 ] (EU) 92/100 [ 26 ] (US) 89/100 [ 27 ] (EU) 79/100 [ 28 ] (US) 78/100 [ 29 ] (US) 89/100 [ 30 ] (EU) 87/100 [ 31 ] |                         |                         |                         |                         |
| 평론 점수 |                         |                         |                         |                         |
| 평론사 | 점수                    | 점수                    | 점수                    | 점수                    |
| 평론사 | PC                      | PS2                     | PSP                     | 엑스박스                |
| EGM | N/A                     | 8/10                    | 6.5/10                  | 8/10                    |
| 유로게이머 | N/A                     | 9/10                    | 8/10                    | N/A                     |
| 게임 인포머 | N/A                     | 8.5/10                  | 7.5/10                  | 8.5/10                  |
| 게임 레볼루션 | N/A                     | A−                      | N/A                     | A−                      |
| 게임프로 | N/A                     | [ 8 ]                   | N/A                     | N/A                     |
| 게임스팟 | 9.1/10                  | 9.1/10                  | 8.8/10                  | 9.1/10                  |
| 게임스파이 | N/A                     | [ 12 ]                  | [ 13 ]                  | [ 14 ]                  |
| 게임존 | N/A                     | 9/10                    | N/A                     | 9.3/10                  |
| IGN | N/A                     | 8.8/10                  | 7.8/10                  | 8.8/10                  |
| OPM (US) | N/A                     | [ 19 ]                  | [ 20 ]                  | N/A                     |
| OXM (US) | N/A                     | N/A                     | N/A                     | 8.5/10                  |
| Detroit Free Press | N/A                     | N/A                     | [ 22 ]                  | N/A                     |
| USA Today | 9.5/10                  | 9.5/10                  | 8.5/10                  | 9.5/10                  |
| 통합 점수 |                         |                         |                         |                         |
| 메타크리틱 | (US) 90/100 (EU) 89/100 | (EU) 92/100 (US) 89/100 | (EU) 79/100 (US) 78/100 | (US) 89/100 (EU) 87/100 |